# Saint-Martin-de-Valgalgues
Saint-Martin-de-Valgalgues è un comune francese di 4 262 abitanti situato nel dipartimento del Gard, nella regione dell'Occitania.

## Società

### Evoluzione demografica
Abitanti censiti